# Confederația Germană de Nord
Confederația Germană de Nord (germană Norddeutscher Bund) a apărut ca o alianță militară dintre 22 de state germane din nord în jurul Regatului Prusiei. În 1867 era transformată într-un stat federal ce constituia punctul de formare al Imperiului German. 
Spre deosebire de Confederația Germană care-l precedase, Confederația Germană de Nord era un stat în adevăratul sens al cuvântului. Permitea consolidarea influenței Prusiei asupra Germaniei de Nord, care prin intermediul Uniunii Vamale Germane și printr-o serie de tratate de pace reușea să-și extindă influența și asupra statelor germane din sud.
Federația era formată în urma victoriei Prusiei asupra Austriei în Războiul Austro-Prusac din 1866. Otto von Bismark a creat constituția în urma căreia regele Prusiei Wilhelm I a devenit președintele federației, iar Bismark a devenit Cancelar (prim-ministru). 
Statele erau reprezentate în Bundesrat (Consiliul Federal) cu 43 de membri în care Prusia deținea 17 posturi. Reichstagul era camera inferioară formată din membrii aleși prin sufragiu universal masculin.
În urma victoriei Prusiei asupra celui de Al Doilea Imperiu Francez în Războiul Franco-Prusac din 1871, Regatul Bavariei, Regatul Würtemberg, Marele Ducat Baden și partea din Marele Ducat Hessa care nu se afla deja în cadrul federației, s-au alăturat acesteia pentru a forma Imperiul German iar Wilhelm I a luat titlul de Împărat German (și nu Împărat al Germaniei deoarece Austria nu făcea parte din Imperiu).

## Membri
| Stat                                        | Stat                                                | Capitală      |
| ------------------------------------------- | --------------------------------------------------- | ------------- |
| Regate (Königreiche)                        |                                                     |               |
|                                             | Prusia (Preußen) (inclusiv Lauenburg)               | Berlin        |
|                                             | Saxonia (Sachsen)                                   | Dresda        |
| Mari Ducate (Großherzogtümer)               |                                                     |               |
|                                             | Hessa (Hessen) (Doar partea de la nord de râul Main | Giessen       |
|                                             | Mecklenburg-Schwerin                                | Schwerin      |
|                                             | Mecklenburg-Strelitz                                | Neustrelitz   |
|                                             | Oldenburg                                           | Oldenburg     |
|                                             | Sachsen-Weimar-Eisenach                             | Weimar        |
| Ducate (Herzogtümer)                        |                                                     |               |
|                                             | Anhalt                                              | Dessau        |
|                                             | Braunschweig                                        | Braunschweig  |
|                                             | Saxa-Altenburg (Sachsen-Altenburg)                  | Altenburg     |
|                                             | Saxa-Coburg și Gotha (Sachsen-Coburg und Gotha)     | Coburg        |
|                                             | Saxa-Meiningen (Sachsen-Meiningen)                  | Meiningen     |
| Principate (Fürstentümer)                   |                                                     |               |
|                                             | Lippe                                               | Detmold       |
|                                             | Reuss-Gera                                          | Gera          |
|                                             | Reuss-Greiz                                         | Greiz         |
|                                             | Schaumburg-Lippe                                    | Bückeburg     |
|                                             | Schwarzburg-Rudolstadt                              | Rudolstadt    |
|                                             | Schwarzburg-Sondershausen                           | Sondershausen |
|                                             | Waldeck-Pyrmont                                     | Arolsen       |
| Orașe Libere Hanseatice (Freie Hansestädte) |                                                     |               |
|                                             | Bremen                                              |               |
|                                             | Hamburg                                             |               |
|                                             | Lübeck                                              |               |